# Otterbäckens kyrka
Otterbäckens kyrka är en kyrkobyggnad som tillhör Amnehärads församling i Skara stift. Kyrkan ligger i tätorten Otterbäcken vid östra sidan av Vänern.

## Kyrkobyggnaden
Kyrkan uppfördes 1965 efter ritningar av arkitekt Carl-Anders Hernek och i september samma år ägde invigningen rum. Underhållsarbeten genomfördes 1995-1996 då kyrkan målades om invändigt och utvändigt. Kyrkan har en stomme av trä och ytterväggar klädda med träpanel. Kyrkorummet är orienterat i öst-västlig riktning där koret ligger i öster. I anslutning till kyrkorummets södra sida finns församlingslokaler. Kyrka och församlingslokaler täcks av valmade sadeltak.
Utanför kyrkan finns en tresidig klockstapel av trä utformad som ett sjömärke. I stapeln hänger en kyrkklocka.

## Inventarier
- Altartavlan är utförd 1965 av konstnär Harry Svensson.
- Ett votivskepp är tillverkat av Ambeg, Otterbäcken.
- I koret finns ett kors utfört i smide och glas av Curt Dejmo i Uddevalla.
- Nuvarande orgel är tillverkad av Smedmans Orgelbyggeri i Lidköping.

### Webbkällor
- byggnadspresentation
- anläggningspresentation
- informerar om klockstapeln
- Wikimedia Commons har media som rör Otterbäckens kyrka.